# Arantzazu (prénom)
Pour les articles homonymes, voir Arantzazu.
Arantzazu est un prénom féminin basque.
Du basque Arantza qui signifie « épine » et  du suffixe abondanciel -(t)zu qui signifie lieu d'aubépines.
Arantzazu est tiré du nom d'un village en Biscaye, d'une rivière et d'un lieu de pèlerinage au Guipuscoa.

## Prénom
- Pour l'ensemble des articles sur les personnes portant ce prénom, consulter :
  - la liste des articles dont le titre commence par ce prénom
  - les listes produites par Wikidata : Liste des personnes de prénom « Arantzazu » — même liste en incluant les éventuels prénoms composés qui contiennent « Arantzazu ».